# Cactoideae

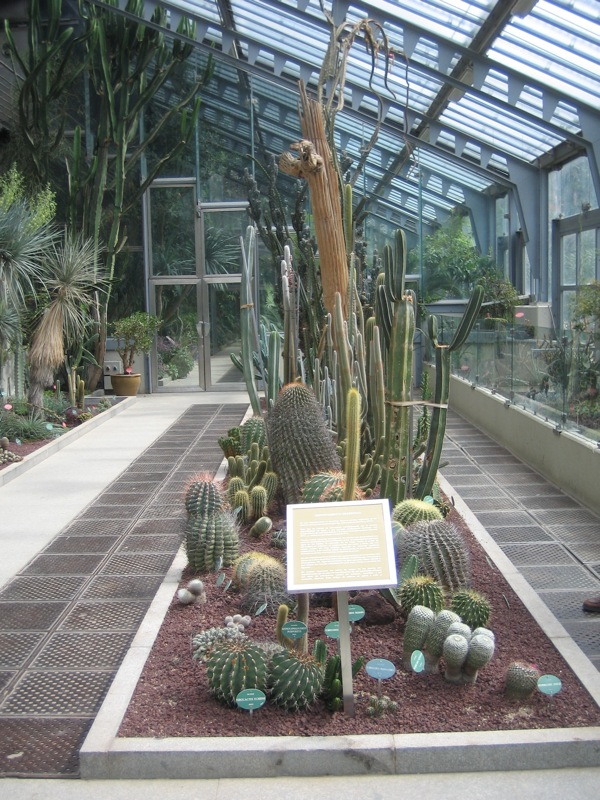
Kulovité a sloupovité kaktusy, podčeleď Cactoideae

Cactoideae je jedna ze čtyř podčeledí kaktusovitých. Významem a počtem druhů je nejdůležitější a nejrozsáhlejší. Zahrnuje kulovité kaktusy, sloupovité cereusy i epifytické kaktusy jako je například vánoční kaktus.